# 科廷納印第安蘭徹里亞 (加利福尼亞州)
科廷納印第安蘭徹里亞（英語：Cortina Indian Rancheria）是位於美國加利福尼亞州科盧薩縣的一個非建制地區。該地的面積和人口皆未知。

## 地理
科廷納印第安蘭徹里亞的座標為39°01′06″N 122°17′25″W / 39.01833°N 122.29028°W，而該地的平均海拔高度為400米（即1312英尺）。